# Parque nacional de Chyulu Hills
Los montes Chyulu (inglés: Chyulu Hills) son una cordillera del este de Kenia, que forman un parque nacional llamado parque nacional de Chyulu Hills (inglés: Chyulu Hills National Park). Los cerros forman un campo volcánico de 100 km de longitud en la dirección NW-SE. Su pico más alto tiene 2188 metros de altitud.

## Geografía
Los montes Chyulu se encuentran unos 150 km al este del valle del Rift a su paso por Kenia. El vulcanismo de esta zona se inició hace unos 1,4 millones de años en la zona norte y se extendió hacia el sudeste. Estos volcanes todavía son activos y la última erupción tuvo lugar en Shaitani y Chainu en 1856. En estos cerros se halla la "Cueva Leviathan" (inglés: Leviathan cave), que es uno de los tubos de lava más largos del mundo.
La población de Kibwezi se encuentra a unos 30 km al nordeste de las Chyulu Hills.
Los Cerros Chyulu no disponen de ríos permanentes, pero la lluvia sobre estos cerros alimenta los ríos Tsavo y Galana, así como las Fuentes Mzima de las llanuras que lo rodean.
Esta zona está habitada por las etnias Masái y Kamba.

## Ecología
Las partes más bajas están compuestas de herbazales y thicket, mientras que hacia los 1800 m s. n. m. domina el bosque nuboso. En el bosque se encuentran las especies Neoboutonia macrocalyx, Tabernaemontana stapfiana, Prunus africana, Strombosia scheffleri, Cassipourea malonsana, Olea capensis y Ilex mitis. Algunas partes aisladas están dominadas por Erythrina abyssinica. En las partes más bajas del bosque domina el enebro Juniperus procera o bien Commiphora baluensi.
Entre los mamíferos se incluyen el rinoceronte negro (subespecie Diceros bicornis michaeli), el búfalo africano, leones, etc.
Entre los pájaros hay razas endémicas de Francolinus shelleyi, Pogonocichla stellata, Zoothera gurneyi, Bradypterus cinnamomeus, Hieraaetus ayresii, Stephanoaetus coronatus, Polemaetus bellicosus y Cinnyricinclus femoralis.

## Parque nacional
El parque nacional abarca la parte oriental de los cerros y lo gestiona el Servicio de Vida Silvestre de Kenia. Este parque fue creado en 1983. Forma la continuación al noroeste del parque nacional de Tsavo West. El flanco occidental de los cerros está cubierto por el "West Chyulu Game Conservation", propiedad de los Masái.
Entre las amenazas potenciales para este ecosistema se encuentran la caza furtiva, el sobrepastoreo y la escasez de agua.